# Alamo (Tennessee)
Pour les articles homonymes, voir Alamo.
Alamo est une municipalité américaine, siège du comté de Crockett dans l’État du Tennessee. Selon le recensement de 2010, Alamo compte 2 461 habitants.

## Géographie
Selon le Bureau du recensement des États-Unis, la municipalité d'Alamo s'étend en 2010 sur une superficie de 2,20 milles carrés (5,7 km2).

## Histoire
La localité est fondée vers 1845 sous le nom de Cageville, en l'honneur de son premier commerçant Licurgus Cage.
En 1871, lors de la création du comté de Crockett, Cageville est renommée en référence au siège de Fort Alamo, au cours duquel Davy Crockett (qui donne son nom au comté) est tué,. Alamo devient une municipalité en 1911.

## Galerie photographique

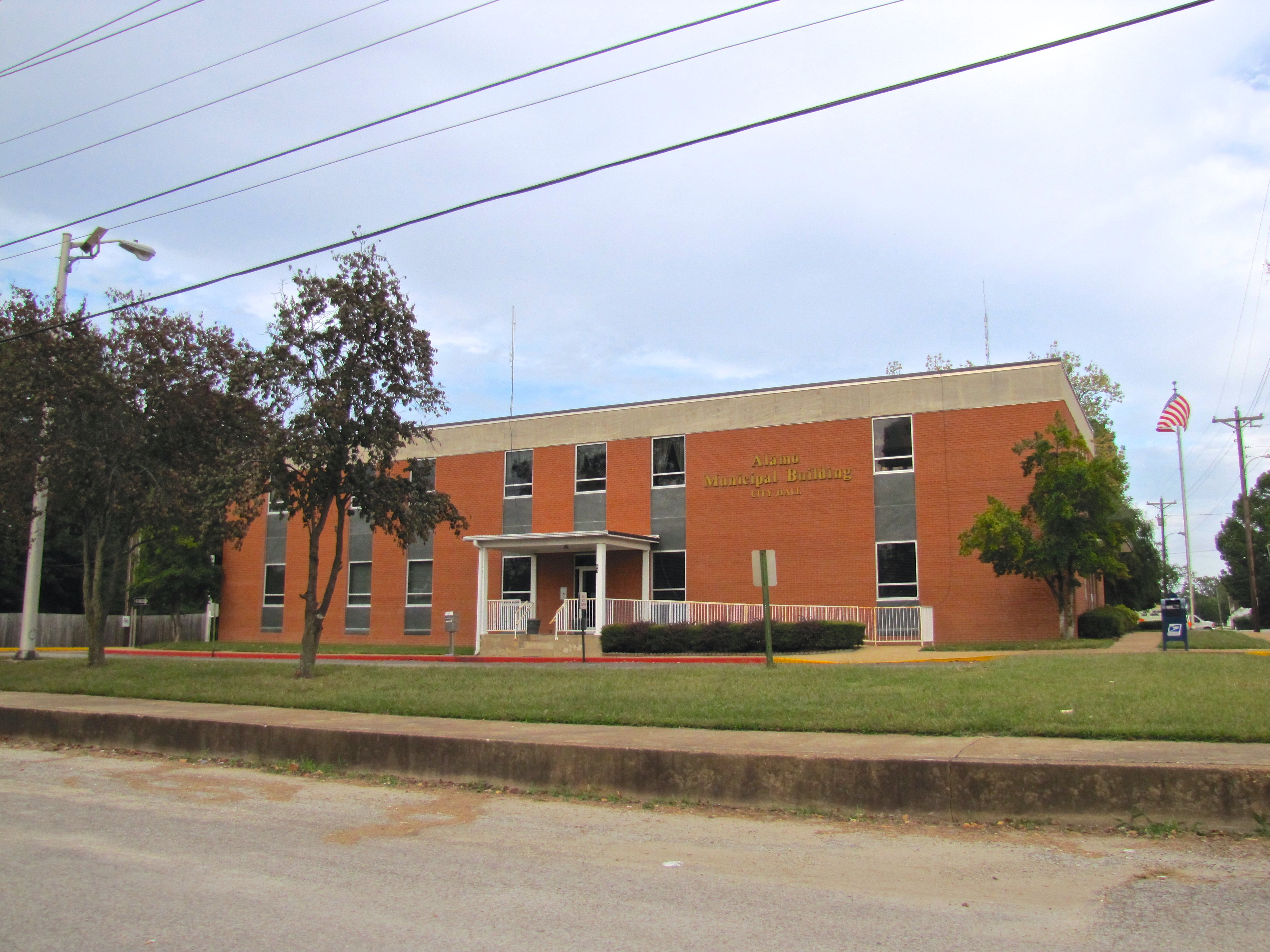
Les bâtiments municipaux.
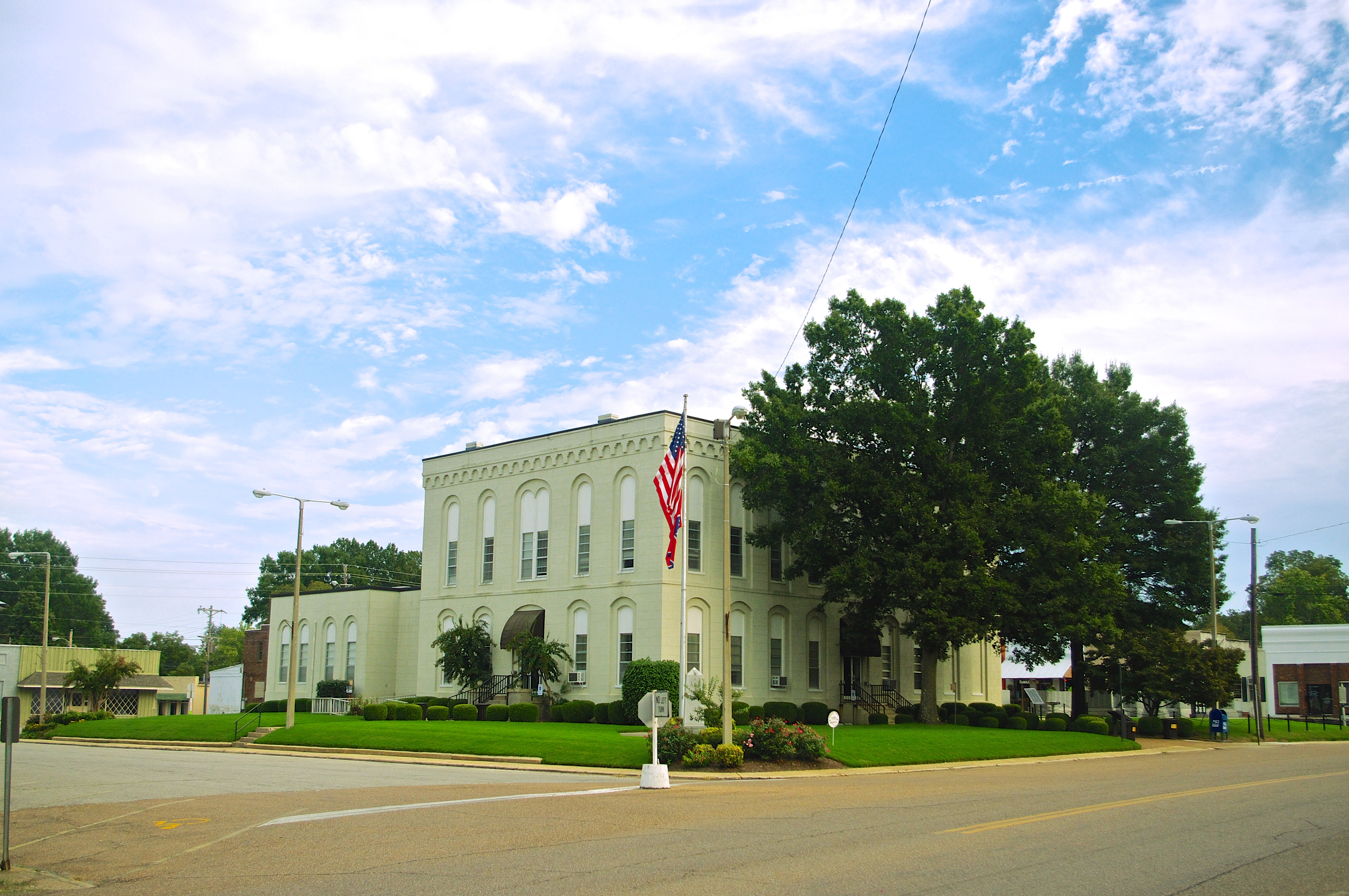
La cour de justice du comté.

## Source
- (en) Cet article est partiellement ou en totalité issu de l’article de Wikipédia en anglais intitulé « Alamo, Tennessee » (voir la liste des auteurs).

1. 1 2  (en) Bureau du recensement des États-Unis, « Population, Housing Units, Area, and Density: 2010 - State -- Place and (in selected states) County Subdivision 2010 Census Summary File 1 », sur factfinder.census.gov (consulté le 11 avril 2018).
2. 1 2 3  (en) Larry L. Miller, Tennessee Place Names, Indiana University Press, 2001 (ISBN 0-253-33984-7, lire en ligne), p. 3-4.
3. 1 2  (en) Crockett County Chamber of Commerce, « Crockett County History », sur crockettchamber.com (consulté le 11 avril 2018).